# (14390) 1990 QP10
A (14390) 1990 QP10 egy kisbolygó a Naprendszerben. Henry E. Holt fedezte fel 1990. augusztus 26-án.

## Kapcsolódó szócikk
- Kisbolygók listája (14001–14500)